# 아일린 프리슈
아일린 크리스티나 프리슈(독일어: Aileen Christina Frisch, 1992년 8월 25일~)은 독일 출신 대한민국의 루지 선수이다. 2016년 독일에서 대한민국으로 귀화했으며 2018년 동계 올림픽과 2022년 동계 올림픽에 출전했다. 주민등록상 한국 이름은 프리쉐아일린크리스티나이다.

## 생애
독일 작센주에서 독일-슬로베니아 이중국적을 가진 아버지와 독일인 어머니의 딸로 태어났다. 그는 주니어 시절 세계 루지 최강국인 독일에서 전문 엘리트 교육을 받으며 자랐다. 2012년 세계 주니어 루지 선수권 대회에서 1인승과 단체전에서 금메달을 따고 종합 우승했고, 2013년 독일선수권대회에서 동메달을, 2013년 FIL 월드컵 5차 대회 루지 여자에서 은메달을 획득하는 등 독일에서 촉망받는 유망주였다.
그러나 성인 무대에서는 슬럼프에 빠지며 좀처럼 활약하지 못하고 경쟁에 밀려 결국 2015년에 은퇴한다. 하지만 현역 시절 그의 은사이자 2018년 동계 올림픽을 앞두고 대한민국의 루지 국가대표 감독이 된 슈테펜 자르토어(Steffen Sartor)와 대한루지경기연맹이 귀화 권유를 해왔다. 이를 승락하였고 그의 특별 귀화가 2016년 11월 법무부 국적심의위원회를 통과하며 허용되었다. 그렇게 대한민국 국가대표가 되어 다시 썰매에 올랐다. 이후 2017-18 시즌 월드컵에서 그는 세계 랭킹 27위를 기록한다. 그러나 2018년 2월 12일 알펜시아 슬라이딩 센터에서 열린 시범 경기에서 46초 350을 기록해 전체 30명의 선수 중 5위에 오르며 향상된 기량을 보여줬다.
그는 2018년 동계 올림픽 루지 여자 1인승에 참가해 1차 예선에서 46초 350, 2차 주행에서 46초 456를 기록하며 합계 1분 32초 806로 전체 7위를 기록하였지만, 이후 이뤄진 3차에서 46초 751, 4차에서 46초 843를 기록하며 전체 합계 3분 06초 400으로 30명 중 8위를 기록하며 자신의 실력을 보여주었다.

## 같이 보기
- 2018년 동계 올림픽 대한민국 선수단